# Marijana Mišković
Marijana Mišković (Split, 8 de julio de 1982) es una deportista croata que compitió en judo. Ganó una medalla de bronce en el Campeonato Europeo de Judo de 2009, en la categoría de –63 kg.

## Palmarés internacional
| Campeonato Europeo | Campeonato Europeo | Campeonato Europeo | Campeonato Europeo |
| Año                | Lugar              | Medalla            | Categoría          |
| ------------------ | ------------------ | ------------------ | ------------------ |
| 2009               | Tiflis (Georgia)   | Medalla de bronce  | –63 kg             |